# Clase Piratini
La clase Piratini es una clase de patrulleras (NPa) de la Marina de Brasil construida en AMRJ, basada en la Clase Cape norteamericana.
Fueron incorporados entre 1970 y 1971 y clasificados como patrulleros costeros y en 1993 fueron transferidos a patrullas fluviales en la Flotilla de Mato Grosso y en el Grupo Naval del Norte, ya que su proyecto siempre ha considerado su uso en ríos.

## Lista de navíos

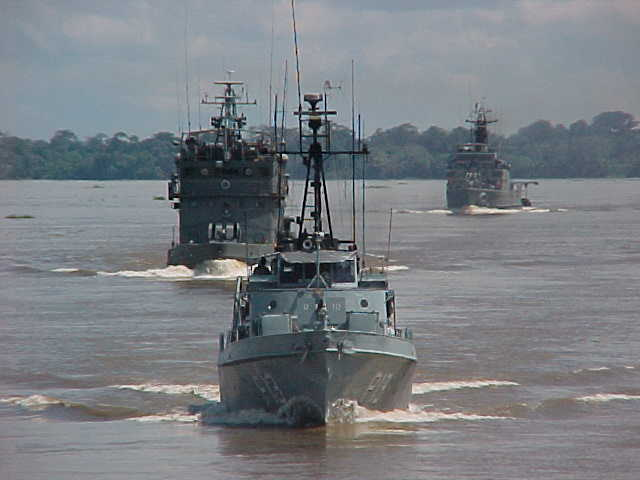
NPa Parati (P-13), liderando una flotilla fluvial

- P-10 - NPa Piratini
- P-11 - NPa Pirajá
- P-12 - Pameiro NPa
- P-13 - NPa Parati
- P-14 - NPa Penedo
- P-15 - NPa Poti

## Características
- Desplazamiento (toneladas): 146 t
- Dimensiones (metros): 29 x 5,8 x 2
- Tripulación: 15
- Velocidad (nosotros): 17
- Rango de acción: 1.700 millas a 12 nudos
- Armas:
  - 2 ametralladoras de 12,7 mm
  - 1 cañón Oerlikon Mk 10 de 20 mm.